# دنکندورف
دنکندورف (به آلمانی: Denkendorf, Bavaria) یک شهر در آلمان است که در آیشتت واقع شده‌است.

## خصوصیات
دنکندورف ۴۷٫۸۸ کیلومترمربع مساحت دارد ۴۸۰ متر بالاتر از سطح دریا واقع شده‌است.